# Beethovenfest

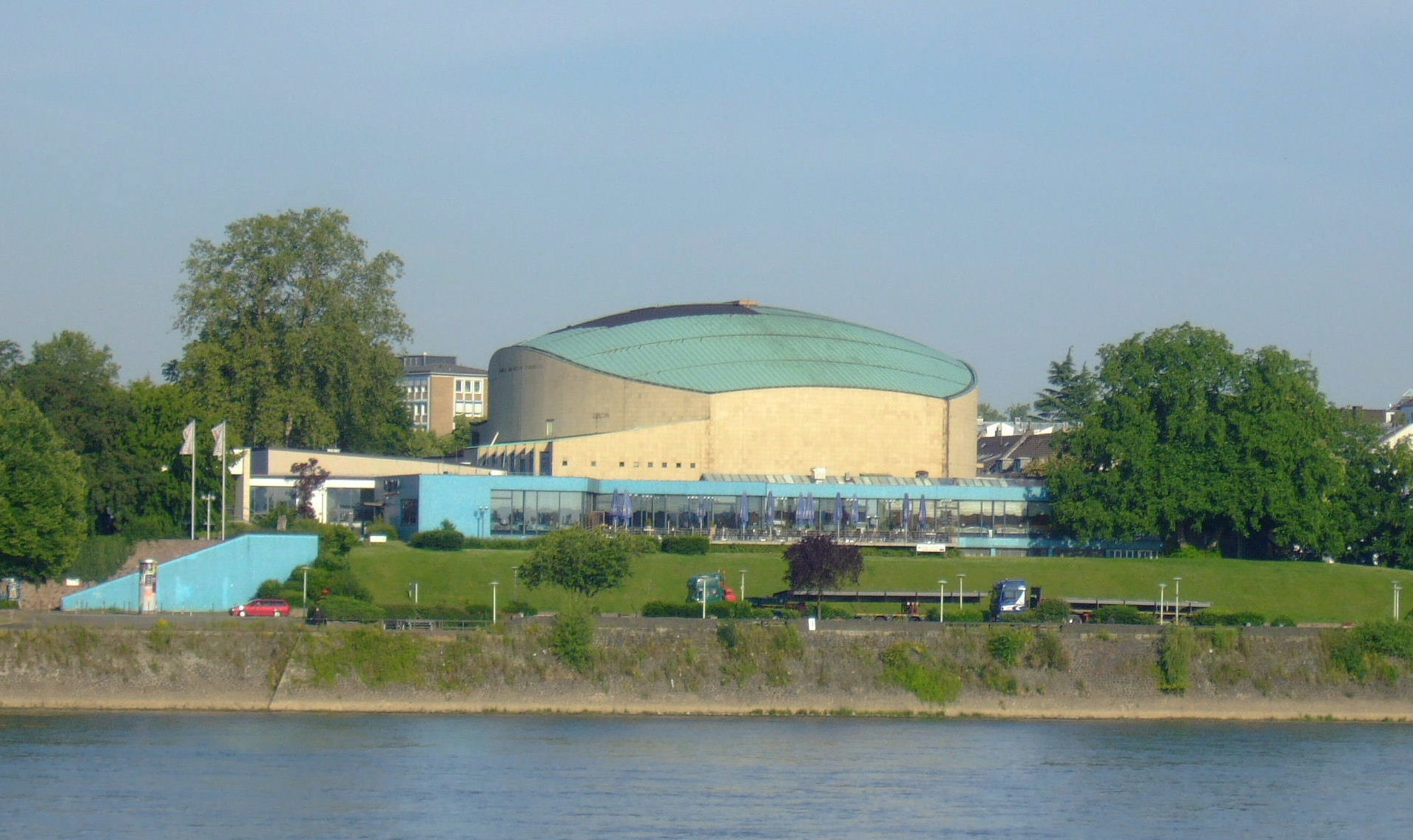
Die Beethovenhalle – dort finden die zentralen Konzerte des Beethovenfestes statt (Foto: 2009)

Jedes Jahr im September präsentiert das Beethovenfest in Bonn rund 70 Konzerte internationaler Orchester, Ensembles und Solisten in über 20 Spielstätten in Bonn und weiteren Orten im umliegenden Rheinland. Es ist nach dem 1770 in Bonn geborenen Ludwig van Beethoven benannt.

## Geschichte des Festivals
Das Beethovenfest fand erstmals 1845 mit einem dreitägigen Musikfest anlässlich des 75. Geburtstages des Komponisten statt. Dirigenten waren Franz Liszt und Louis Spohr, zu den Besuchern zählten der Preußische König Friedrich Wilhelm IV., die britische Königin Viktoria, Alexander von Humboldt und Hector Berlioz. Die erste Beethovenhalle wurde für dieses Fest aus Holz erbaut und anschließend wieder abgerissen. In den folgenden Jahren gab es unregelmäßig weitere Beethovenfeste in Bonn. Das zweite Fest, das 1870 zum 100. Geburtstag stattfinden sollte, wurde wegen des Deutsch-Französischen Krieges ein Jahr verspätet – vom 20. bis 24. August 1871 – ausgetragen. Durch einen Verein initiiert fanden 1890 und 1893 Kammermusikfeste statt. 1894 wurden erstmals alle neun Symphonien aufgeführt. Zum 100. Todestag 1927 wurde ein weiteres großes Beethovenfest gefeiert. Unter der gemeinsamen Schirmherrschaft des deutschen Reichspräsidenten und des österreichischen Bundespräsidenten wurde des Komponisten gedacht.
Ab 1931 fanden bis in die Kriegsjahre hinein jährlich Beethovenfeste statt. Die Kammermusikfeste wurden von Verein Beethoven-Haus bis zum Kriegsende organisiert. Die Feste wurden zunehmend durch die Nationalsozialisten vereinnahmt und zunehmend mit Orchester- und Chormusik integriert.
Der Neuanfang nach Kriegsende wurde geprägt durch die Stadt Bonn als Trägerin der Veranstaltung und die künstlerische Leitung hatte der jeweilige Generalmusikdirektor. Ab 1947 fand das Beethovenfest alle zwei Jahre wechselweise mit dem Kammermusikfest des Vereins Beethoven-Haus statt. In die Reihe der weltweit bedeutendsten, regelmäßig durchgeführten Musikfeste trat Bonn mit der Eröffnung der Beethovenhalle im Jahr 1959. Eine Änderung im Konzept fand ab 1974 statt. Das Fest wurde nur noch alle drei Jahre ausgerichtet und inhaltlich fand zunehmend eine Gegenüberstellung der Musik Beethovens mit zeitgenössischer Musik statt. Dies führte immer wieder zu Kontroversen.
1993 beschloss der Rat, die Zuschüsse für das Beethovenfest zu streichen. Damit fiel das Fest zum 225. Geburtstag des Komponisten 1995 aus. Aus Protest dagegen gründete sich eine Bürgerinitiative Bürger für Beethoven. Diese organisierte 1996–1998 einen Beethoven-Marathon, dessen künstlerische Leitung Kari Kahl-Wolfsjäger übernahm. Die Unterstützung aus der Bürgerschaft war so überwältigend, dass der Rat sich zur Wiederbelebung der Beethovenfeste entschloss und 1998 gemeinsam mit der Deutschen Welle die Internationale Beethovenfeste Bonn gGmbH als Trägergesellschaft und Veranstalter für ein jährlich stattfindendes Beethovenfest gründete.
Intendant war von 1999 bis 2003 Franz Willnauer. Ihm folgte 2004 Ilona Schmiel. Nike Wagner war ab 2014 Intendantin und Geschäftsführerin des Beethovenfestes Bonn. Mitte 2019 wurde bekannt, dass sie ihren bis 2020 laufenden Vertrag nicht verlängern wolle. Im November 2021 übernahm Steven Walter als Intendant die künstlerische Leitung. Als Kaufmännischer Leiter fungiert seit Januar 2021 Michael Gassmann.

## Profil des Festivals
Mit seinen Konzerten und einem umfangreichen Rahmenprogramm zu einem jährlich wechselnden Motto ist das Beethovenfest Bonn ein musikalisches Großereignis. Das Konzept des jährlich stattfindenden Festivals – 2007 und 2008 wurde nach Angaben der Veranstalter eine Platzauslastung von 92 Prozent erreicht, 2009 von 90 Prozent und 2010 von 86 Prozent – beruht auf drei Konstanten:
1. Beethovens Werk ist nicht musealer Inhalt des Festes, sondern unerschöpfliches Kraftzentrum zur lebendigen Auseinandersetzung.
2. Das Programm dient als Plattform der Begegnung und des künstlerischen Austausches zwischen prominenten „Stars“ und hochbegabten Nachwuchsmusikern.
3. Das Beethovenfest findet nicht nur in Bonn selbst, sondern auch in zahlreichen Ambiente-Spielstätten des rheinischen Umlandes statt.

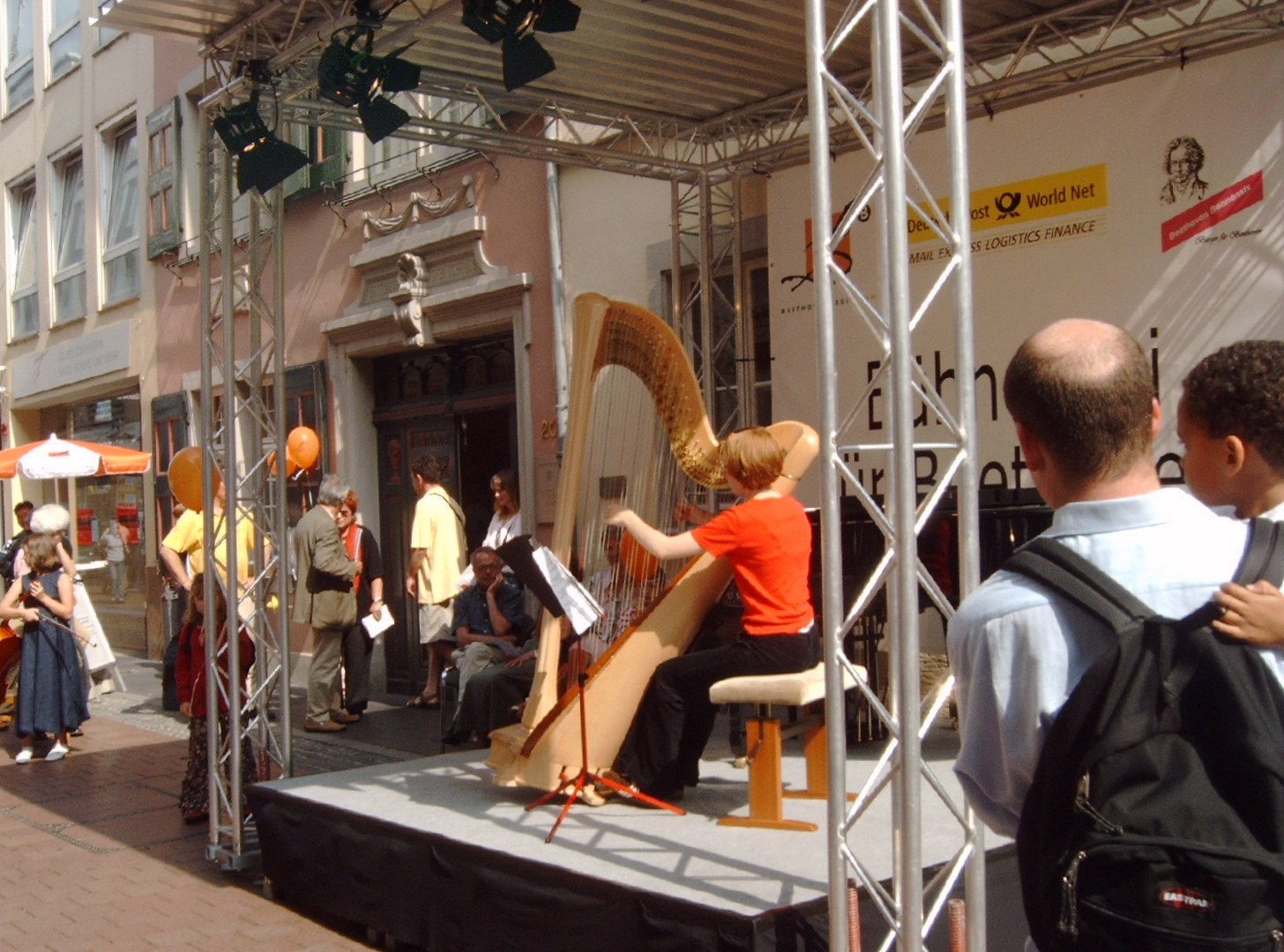
Eines der Konzerte im Rahmen des Eröffnungsfestes am 10. September 2005 – hier vor dem Beethoven-Haus

## Träger des Festivals
Seit 1998 ist die von der Bundesstadt Bonn gegründete und finanziell ausgestattete Internationale Beethovenfeste Bonn gGmbH Träger des Musikfestivals. Zweiter Gesellschafter ist die Deutsche Welle, die mit ihrer Medienleistung für die weltweite Verbreitung des Festivals sorgt. Darüber hinaus gibt es eine enge Kooperation mit dem städtischen Beethoven Orchester Bonn, der Oper Bonn und dem Beethoven-Haus. 1999 fand das erste Beethovenfest in der neuen Trägerschaft statt.

## Etat
Der Gesamtetat des Beethovenfestes 2015 betrug 4,9 Mio. Euro. 32 % davon waren Erträge aus öffentlichen Zuwendungen seitens der Stadt Bonn und des Rhein-Sieg-Kreises. Der Anteil der Stadt Bonn beträgt jährlich 1,6 Mio. €. Außerdem gibt es eine Projektförderung durch das Land Nordrhein-Westfalen und das Auswärtige Amt. Die restlichen Mittel – Sponsorengelder, Beiträge von Stiftungen, der Verkauf von Eintrittskarten und die Medienverwertung – werden durch den Träger eingeworben.

## Intendanz
2004 löste Ilona Schmiel in Intendanz und Geschäftsführung der Internationale Beethovenfeste Bonn gGmbH Franz Willnauer ab, der diese Position von 1999 bis 2003 innehatte. Nike Wagner übernahm ab 1. Januar 2014 die Nachfolge von Ilona Schmiel, die zur Tonhalle nach Zürich wechselt. Kaufmännischer Geschäftsführer ab 2016 wird Dettloff Schwerdtfeger. In der Nachfolge von Nike Wagner übernahm zum 1. November 2021 (Ende des Beethovenfestes 2021) Steven Walter die künstlerische Leitung in Alleinregie und damit 2022 seine erste Festivalausgabe verantworten.

## Schwerpunkte der Festivals

### 2005
2005 dauerte das Festival vom 8. September bis 2. Oktober. Liberté – das Schlüsselwort der Aufklärung und Schlachtruf der Französischen Revolution – war das Motto. Nach dem böhmisch-mährischen Schwerpunkt im vorhergehenden Jahr setzten die Veranstalter dieses Mal auf die Beziehungen zwischen Beethoven und der französischen Musik. In 64 Veranstaltungen und einem umfangreichen Rahmenprogramm gab das Festival Einblick in die große Bedeutung, die die revolutionären Ideen und Umwälzungen auf Ludwig van Beethoven und seine Musik hatten, beleuchtete aber auch den schöpferischen Umgang der französischen Komponisten mit Beethovens Werk von Hector Berlioz über Claude Debussy und Maurice Ravel bis heute.

### 2006
Im Jahr 2006 fand das Beethovenfest Bonn vom 31. August bis zum 1. Oktober statt. Das Programm stand unter dem Motto Russland.

### 2007

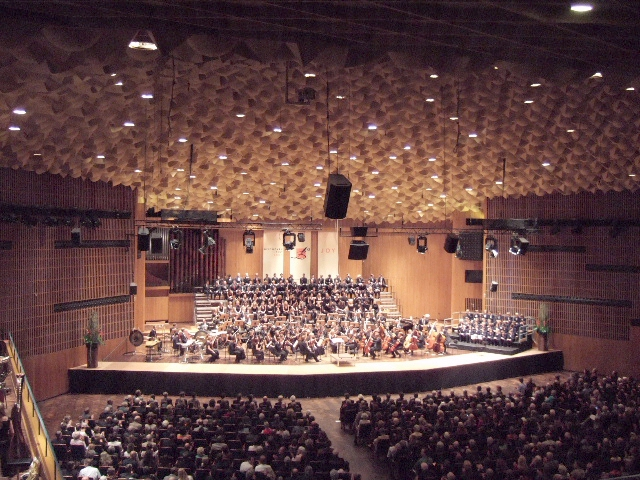
Konzert im Großen Saal der Beethovenhalle während des Beethovenfestes 2007

Vom 24. August bis 23. September fand das Beethovenfest Bonn 2007 statt. Die Veranstalter widmeten es der Musiknation Großbritannien. Das Festival stand unter dem Motto Joy. Ludwig van Beethovens Kontakte zu Großbritannien basierten zu einem nicht unwesentlichen Teil auf alten Bonner Beziehungen: Ferdinand Ries, wie Beethoven in Bonn geboren und Klavierschüler Beethovens in Wien, ging als gefeierter Pianist 1813 nach London. Später wurde er einer der Direktoren der Londoner Philharmonic Society, die 1822 Beethoven den Auftrag für seine 9. Symphonie gab.
Britische Ensembles wie das BBC Symphony Orchestra, die Academy of St. Martin in the Fields oder das Philharmonia Orchestra London gastierten in Bonn. Außerdem
gehörte das War Requiem von Benjamin Britten zum Programm. Darüber hinaus gab es Entdeckungen zu machen, wie beispielsweise eine Auswahl von Beethovens selten aufgeführten schottischen, irischen und walisischen Liedern.
Am 2. September hatte die Oper Freax von Moritz Eggert im Rahmen des Klassik Festivals Premiere.

### 2008
Das Beethovenfest Bonn 2008 fand vom 29. August bis 28. September in Beethovens Geburtsstadt statt. Macht. Musik. – unter diesem Motto thematisierte das Festival in 60 Konzerten ausgehend von Beethovens politischem Vermächtnis ideologische Vereinnahmung und Ausgrenzung von Komponisten klassischer Musik und deren Werken im 20. Jahrhundert. Es erklangen die Werke Beethovens, die er mit politisch-gesellschaftlicher Konnotation geschrieben hat. Diesen wurden einerseits Kompositionen gegenübergestellt, die als Reaktion auf politische Strömungen entstanden sind, andererseits widmete sich das Beethovenfest Bonn 2008 verfemten Komponisten, deren Musik unter anderem in Theresienstadt entstanden ist, und Werken, die im Kontext von Exil und Verfolgung stehen.
Hochkarätige Musiker traten auf wie Hélène Grimaud, Annette Dasch, Claudia Barainsky, Daniel Hope, Martin Grubinger und András Schiff, Max Raabe und Die Prinzen, aus der Schauspielbranche reisten Esther Schweins, Hannelore Elsner, Christoph Waltz, Ulrich Matthes und Hanns Zischler an.
Daneben gastierten Spitzenorchester beim Beethovenfest Bonn 2008 wie das New York Philharmonic Orchestra unter Lorin Maazel, das London Symphony Orchestra unter Daniel Harding, das Orchestre National de France unter Kurt Masur, das Gewandhausorchester unter Riccardo Chailly, die Deutsche Kammerphilharmonie Bremen unter Paavo Järvi und die Bamberger Symphoniker unter Jonathan Nott.

### 2009
Das Beethovenfest Bonn 2009 fand vom 4. September bis zum 3. Oktober 2009 statt. „Im Licht“
lautete das Motto des Festes in diesem Jahr. „Beethovens Einfluss prägte nicht nur die Musik der Romantik, in der sich nahezu alle musikalischen Gattungen auf Beethovens Schaffen bezogen“, schrieb die Intendantin des Beethovenfestes, Ilona Schmiel. „Ebenso entwickelte sich zu Beethovens Lebzeiten der Solist als zunehmend eigenständige Musikerpersönlichkeit. Dies war der Ausgangspunkt für das verklärende Künstlerideal in der Romantik: der Star- und Geniekult entstand, der unsere heutige Musikwelt kennzeichnet.“
Vor diesem Hintergrund war das Motto »Im Licht« zu verstehen, das den Blick auf künstlerische Positionen richtete. Zu den Künstlern, die 2009 auf dem Programm standen, gehörten Paavo Järvi und Die Deutsche Kammerphilharmonie Bremen, Kent Nagano, Ingo Metzmacher, Sol Gabetta, Valery Gergiev, Gustavo Dudamel und Maurizio Pollini.

### 2010
Das Beethovenfest 2010 fand vom 10. September bis zum 9. Oktober 2010 statt und stand unter dem Motto „Ins Offene – Utopie und Freiheit in der Musik“. Die Schirmherrschaft hatte José Antonio Abreu, der Gründer des venezolanischen „El Sistema“, dem nationalen System der Jugend- und Kinderorchester von Venezuela, übernommen. Erstmals konnte der Kanzlerbungalow als Spielstätte für ein Konzert genutzt werden.
Im Rahmen des am 12. September 2010 von ihm geleiteten Konzerts mit dem Bayerischen Staatsorchester erhielt Kent Nagano den Wilhelm-Furtwängler-Preis 2010 des Beethovenfests Bonn.

### 2011
Im Liszt-Jahr blickte das Beethovenfest Bonn auf seine lange Tradition zurück: 1845 organisierte Franz Liszt zur Einweihung des Beethoven-Denkmals auf dem Münsterplatz anlässlich des 75. Geburtstags des Komponisten ein dreitägiges Musikfest. 2011 fand das Fest vom 10. September bis 9. Oktober statt. Es stand unter dem Motto „Zukunftsmusik. Beethoven, Liszt und das Neue in der Musik“.

### 2012
Unter dem Motto „Eigensinn. Über das Wahre in der Kunst“ fand 2012 das Beethovenfest Bonn vom 7. September bis 7. Oktober statt. Im Fokus standen Musiker, die wie Beethoven mit ihren Ideen der Zeit voraus sind und unbeirrt ihren Weg gehen. Mit diesen Grenzgängern, von denen viele dem Festival seit Jahren eng verbunden sind, entwickelt das Beethovenfest Bonn exklusive Programme.

### 2013
Das Beethovenfest des Jahres 2013 fand vom 5. September bis 5. Oktober statt. Die 67 Einzelveranstaltungen standen unter dem Motto „Verwandlungen“. Im Hauptprogramm standen unter anderem ein Openair-Konzert, in dem Otto Sauter und sein Trompeterensemble Ten of the Best & Friends im Richard-Wagner-Jubiläumsjahr bekannte Melodien aus dessen Opern in amerikanische und karibische Musikstile übersetzen sowie ein englisches Wandelkonzert mit der Sopranistin Miah Persson und dem erstmals auswärts gastierenden NDR Jugendsinfonieorchester unter Leitung seines Gründers Thomas Hengelbrock.

### 2014
Das Beethovenfest 2014 stand unter dem Motto „Götterfunken“. Vom 6. September bis 6. Oktober sollte in 60 Veranstaltungen anschaulich gemacht werden, wie Musik das Publikum berührt und wozu Musik die Zuhörer bewegen kann – wie der „göttliche Funke“ überspringt. Das Motto vollendete eine dreijährige Erkundung, die 2012 mit dem Blick auf den
Künstler begann – „Eigensinn“ – und 2013 die Wandlungsprozesse von Künstler und Werk beleuchtete – „Verwandlungen“.

### 2015
Das Beethovenfest des Jahres 2015 fand vom 4. September bis 4. Oktober in 54 Veranstaltungen unter dem Motto „Veränderungen“ statt. Es war das erste Beethovenfest, das federführend von Nike Wagner gestaltet wurde. Zusätzlich zu großen Orchesterwerken gab es einen Schwerpunkt „Diabelli-Variationen“ und zum ersten Mal Tanztheater mit Choreografien von Sidi Larbi Cherkaoui, Saburo Theshigawara und Stephanie Thiersch.

### 2019
Das Beethovenfest 2019 fand vom 6. September bis 29. September statt und stand unter dem Motto „Mondschein“.

### 2020
Das nächste Beethovenfest sollte anlässlich des 250. Geburtstages Beethovens zweigeteilt stattfinden. Für die Zeit vom 13. bis 22. März 2020 waren Veranstaltungen unter dem Motto „Seid umschlungen“ geplant. Sie waren bewusst in den Monat März, in dem Beethoven starb, gelegt wurden und mussten am 11. März 2020 aufgrund der COVID-19-Pandemie abgesagt werden.
Der zweite Teil sollte vom 4. bis 27. September 2020 stattfinden und wurde weitgehend wegen der Pandemie am 5. Mai 2020 abgesagt. Lediglich ein Konzert ohne Zuschauer im Kölner Dom und eine künstlerische Baustellenbesichtigung der aktuell in Umbau befindlichen Beethovenhalle finden statt.

### 2021
Die meisten der 2020 ausgefallenen Veranstaltungen wurden beim Beethovenfest 2021 vom 20. August bis 10. September 2021 nachgeholt. Das Motto Auferstehn, ja, auferstehn, die Anfangszeilen eines Gedichtes von Friedrich Gottlieb Klopstock, sollte die Zuversicht vermitteln, die das Fest ausstrahlen sollte. Das Hauptprogramm umfasste 53 Konzerte, hinzu kamen 22 in der Lounge des Post Towers. Erstmals wurden dabei sieben Festkonzerte als Musikstreaming über YouTube weltweit angeboten. Nochmals das Motto des Fests aufgreifend, rundete zum Abschluss das Mahler Chamber Orchestra mit Mahlers Auferstehungssinfonie, sowie ein Chorfinale über Klopstocks Gedicht die dreiwöchige Veranstaltung ab.

### 2022
Unter dem Titel Alle Menschen fand das Beethovenfest 2022 – erstmals unter der künstlerischen Leitung von Steven Walter – vom 25. August bis 17. September 2022 statt.

### 2023
Das Beethovenfest fand unter dem Motto „Musik über Leben“ statt und rückte vom 31. August bis 24. September 2023 Natur- und Nachhaltigkeitsthemen in den Fokus. Künstlerischer Leiter war erneut Steven Walter.

### 2024
Im Jahr 2024 stand das Beethovenfest unter dem Motto „Miteinander“, abermals mit Sven Walter als Intendanten. Die Veranstaltungen erstreckten sich über den Zeitraum vom 5. September bis 3. Oktober 2024. Die Abschlussfeier am Tag der Deutschen Einheit fand als „Musikfest der Demokratie“ im Bundesviertel statt: Anlass dafür war das 75-jährige Bestehen des deutschen Grundgesetzes.